# Північний Таїланд
Північний Таїланд (тайск.ภาคเหนือ) — регіон на півночі Таїланду, межує з М'янмою і Лаосом.

## Географія
Природа Північного Таїланду представлена в основному лісистими горами і родючими річковими долинами. Середня висота над рівнем моря 1500 м, найвища точка — гора Доїнтанон (2565 м). Північний Таїланд — це регіон, де до сих пір в лісі працюють слони.
Головні річки: Йом, Пінг, Ванг та Нан.

## Історія
Північний Таїланд є складовою частиною легендарного Золотого Трикутника — колиски тайської цивілізації.

## Адміністративний поділ
9 провінцій:
1. Чіангмай (เชียงใหม่)
2. Чіанграй (เชียงราย)
3. Лампанг (ลำปาง)
4. Лампхун (ลำพูน)
5. Мехонгсон (แม่ฮ่องสอน)
6. Нан (น่าน)
7. Пхаяо (พะเยา)
8. Пхре (แพร่)
9. Уттарадіт (อุตรดิตถ์)